# オクメ
オクメ（フランス語: okoumé）あるいはガブーン（英: gaboon; 学名: Aucoumea klaineana）はカンラン科の広葉樹の高木である。アフリカのうち主にガボン沿岸部からコンゴ共和国にかけて分布する（参照: #分布）。19世紀末以来ヨーロッパで材木（オクメ材）が用いられ、植民地時代から現代に至るまでガボンがその主要な供給源である。強度は低く、主な用途は合板であるが、木製航空機の部品として重宝されることもある（参照: #利用）。ただ、伐採が繰り返されたことで再生が追いつかず、将来絶滅する懸念がある（参照: #保全状況）。

## 記載
この木はフランス出身の聖霊修道会（英: Congregation of the Holy Spirit; Holy Ghost Fathers とも）会員でアマチュア植物学者でもあったテオフィル・クレーヌ（Théophile Klaine）により同定され、種小名 klaineana はのちに彼にあやかって命名された。実際に命名を行ったのはジャン・バティスト・ルイ・ピエール（Jean Baptiste Louis Pierre）であり、1896年に Bulletin mensuel de la Société linnéenne de Paris 上で記載された。基準標本を採取したのはクレーヌで、採取地はガボンのリーブルヴィル近郊、イギリスのキュー植物園（K000425292、K000425293、K000425294）とフランスの国立自然史博物館（P00311653、P00311654）に所蔵されている。しかし#利用で後述するように、本種は西洋の学界でこうした記載が行われる前の段階で既に木材としての取引が行われていた。

## 分布
カメルーン、赤道ギニア、ガボン、コンゴ共和国に分布する。
二次林、低地に群生する。

## 特徴
大高木で樹高は30-40メートルないしは60メートル前後、胸高直径は1-2メートルである。樹冠は非常に大きく、冬になると赤色を帯びるようになる。樹幹はすっきりした円筒形だが少し曲がることもある。板根があり、樹皮は赤褐色、樹脂は灰色でテルペン臭がする。
葉は奇数羽状複葉、小葉は革質で鋭先形である。
花は円錐花序である。
果実は蒴果で5角形である。

## 利用

### 木材

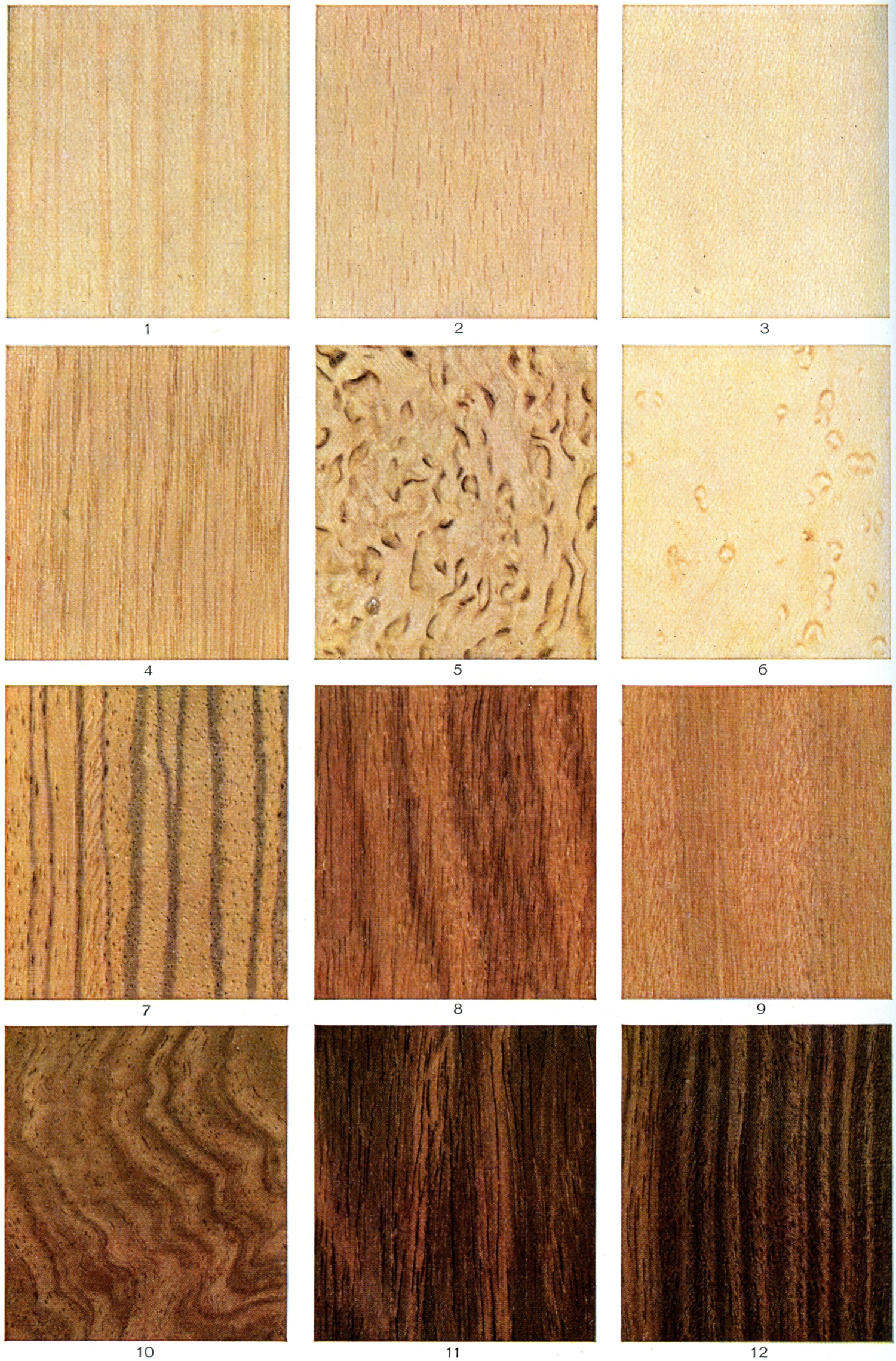
オクメ材（右列の上から3番目）

#### 性質・用途
オクメの心材は薄桃色で、空気に触れると桃褐色に変わる。木理は概して通直で、時に浅く交錯あるいは微かに波状となり、柾目木取りの材面には魅力的な縞模様ができる。肌目は中庸で一定、均一で、魅惑的な天然の光沢がある。
オクメ材は強度も密度も低く、気乾比重は0.37-0.56、平均は約0.43である。乾燥は容易でほとんど劣化することなく短時間で済ませることができ、乾燥後の狂いは中庸である。曲げ強さは低く、剛性も非常に低い。圧縮強さは中庸で、蒸し曲げに対する適性は低い。概して弱く、耐久性も耐朽性も劣る木材ではあるが、大部分が屋内で使用されるためこの欠点はさほど問題とはならない。加工は手道具でも機械でもかなり容易に行うことができるが、表面が毛羽立つ場合があり、また材の中に含まれるシリカで刃先が鈍磨し、加工が厳しくなることもある。柾目木取りの材面を鉋削りやくり型加工する際、木理が逆立つ場合がある。釘打ちは容易で接着性も良い。スクレーパーやサンダーで研摩すると美しい光沢に仕上がる。辺材はヒラタキクイムシの害を受けやすい。耐久性は低く、保存薬剤処理も困難である。
オクメ材は通常ロータリーカットされて建築用単板にされ、合板、ブロックボード、ラミンボードの材料となり、ドア、キャビネット、住宅用羽目板の表面材として用いられる。無垢材はマホガニーの代替材として縁飾り、表面化粧仕上げ、モールディングなどに、また家具の骨組みとしても使用される。葉巻箱や運動用具にも用いられる。斑紋杢や縞杢の優れた材はスライスカットで装飾用化粧単板にされ、キャビネットや羽目板などに用いられる。また、#歴史で後述するように木製飛行機の部品という使い道も存在する。

#### 歴史

ガボンの国章。盾の後ろに描かれている木がオクメである。

ガボンの現地人たちは伝統的にカヌー作りにこの木を使用してきた。ファン人は1889年7月、最初の商用の丸太を当時リーブルヴィル近郊の Glass へカヌーで運び、持ち込んだ。ガボンの総督代理シャルル・ド・シャヴァンヌ（Charles de Chavannes）の主導により、オートオゴウェ商工農業組合（仏: Société Commerciale, Industrielle, et Agricole du Haut-Ogooué; 略称: SHO）の地方監督M・サジュー（M. Sajoux）は7-8トンをフランスに送り、売れ行きは好調であった。しかし北ヨーロッパやカナダ産の古めの木材にこだわる傾向があった港湾都市ル・アーヴルの商人たちがそれ以上好価格で売れ行きが伸びることを阻むように結託したために、フランスにおけるオクメの利用は20年遅れることとなった。1892年、オクメはヴェアマン（Woermann）の商会によりハンブルクに送られ、間もなくそこでセドロ材が占めていた葉巻箱作りにおける地位を奪って席巻することとなる。オランダの会社であるピクス社（Picus）は1898年に、ドイツの様々な会社はそれよりも後にオクメを合板に使用し始めた。
第一次世界大戦中にフランス軍は軽量級飛行機を含む建造にオクメ材を使い始めた。オクメ材はヨーロッパ中で現代でも人気のある航空機のジョデル（Jodel）の部品の大量生産に大々的に用いられ、今日においてもアマチュアのジョデル建造者たちにとってオクメ材は材料として馴染みのあるものである。
ガボンにおいてフランスの諸会社はマホガニー、エボニー、ウオルナットといった木材が得られる樹種を1920年代のうちに大量に伐採したが、伐採に関わった会社はオクメの重要性に気付くことはなかった。世界恐慌の影響が実感される前の1930年の時点で381,000トンにまで達したオクメの生産は、1960年のガボン独立時には737,000トンに跳ね上がっており、1970年代にそれはほぼ毎年100万トンを超えていた。1957年、オクメの輸出は単独で当時植民地であったガボンの総輸出の87パーセントを占めていた。フランスの林務官たちはシャンパンのことを「オクメのジュース」（仏: jus d’okoumé）とさえ呼んでいた。独立後の1963年7月15日に制定されたガボンの国章にも、重要な産業である林業の象徴としてオクメの木が描かれている。今日、オクメはガボンの全輸出木材のおよそ90パーセントをなお占めており、ガボンは世界全体のオクメの供給の90パーセントを賄っている。

### その他
ガボンではオクメの樹皮が下痢、赤痢、月経不順の治療薬に用いられてきている。また、同じくガボンで樹脂はたいまつの燃料とされた。

## 保全状況
VULNERABLE (IUCN Red List Ver. 2.3 (1994))
度重なる伐採はある地域における遺伝子プールの悪化を招き、本種の長期的な状態についての懸念も存在する。（とりわけ沿岸近くのいわゆる「プルミエール・ゾーン」における）度重なる伐採は本種の再生を妨げている。リー・ホワイト（Lee White）を含む専門家たちは本種の分布域が限られた範囲内に留まっていることや、その生態系の破壊が進んでいることが原因で将来の生き残りが危ぶまれる事態となっていると考えている。

## 諸言語における呼称

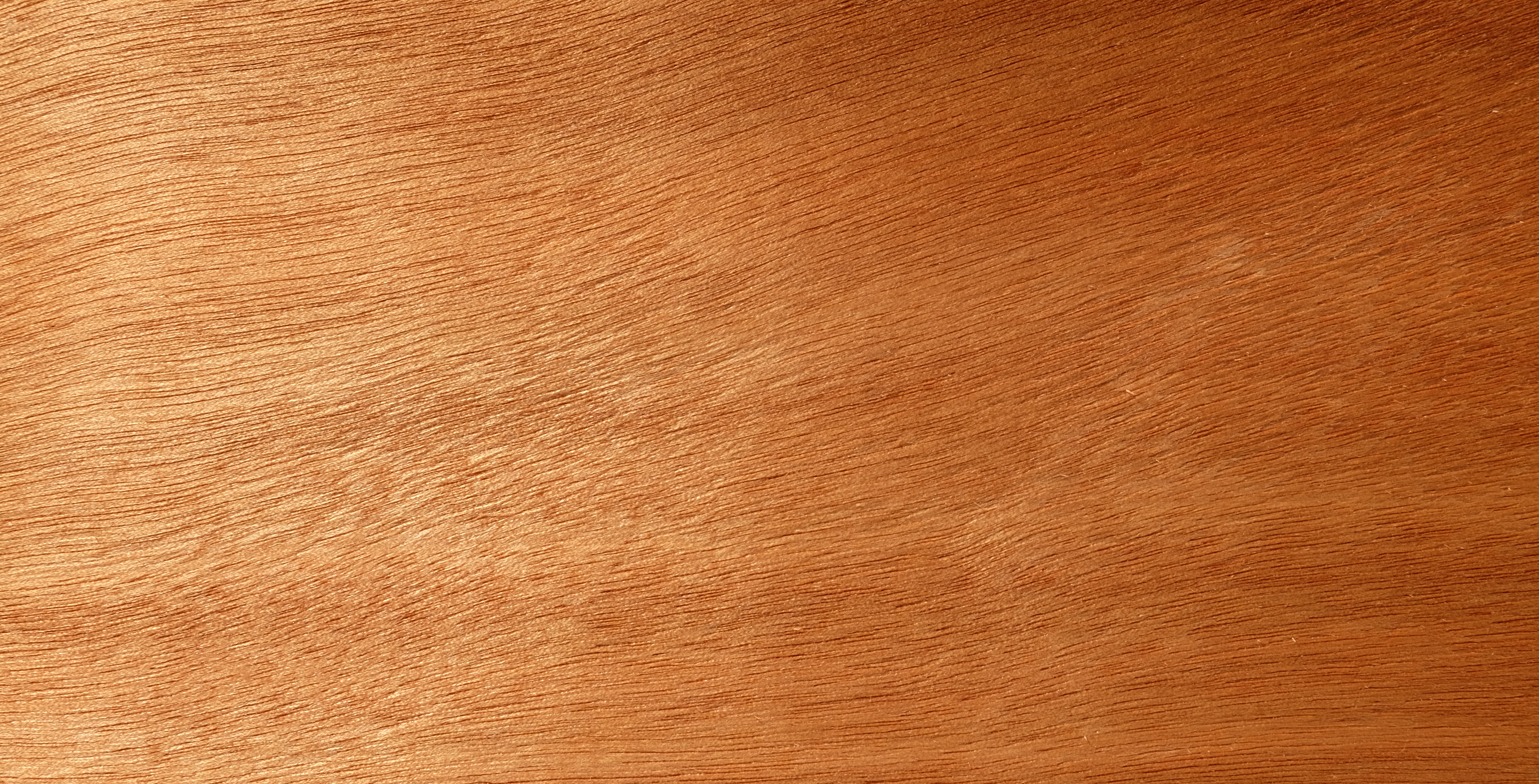
Okoumé

- 英語: gaboon, okoume
- フランス語: okoumé

ガボン:
- ヴァラマ語（Varama; 別名: Barama、Bavarama）: mukumi[9]
- ヴィヤ語（Viya; 別名: Eviya、Ivéa）: okumé[9]
- ヴィリ語（Vili; 別名: Ibhili）: mungumi[9]
- ヴング語（Vungu; 別名: Vumbu）: mukumi[9]
- ケレ語（Kélé）: anguma[9]
- コタ語（Kota）: nguma[9]
- サング語（Sangu）: mungumi[9]
- シラ語（Shira; 別名: Eshira）: mukumi[9]
- セケ語（Seke; 別名: Seki）: ungumu[9]
- ツォゴ語（Tsogo; 別名: Mitsogo）: okumé[9]
- ドゥマ語（Duma; 別名: Badouma）: mungumi[9]
- ピンジ語（Pinji; 別名: Apindji）: ogumé[9]
- ファン語: anguma[9] - añguma[10] や angouma と表記されている場合がある[2]。
- プヌ語（Punu）: mukumi[9]
- ベンガ語（Benga）: bokumé[9]
- ボヴェ語（Pove; 別名: Bubi、Vove）: ngumé[9][11]
- ミエネ語（Myene; 別名: Omyene）:〔ガルワ方言、ロンゴ方言、ンコミ方言、ンポングウェ方言〕okumé[9] - ガルワ方言は ôkoumé と表記された例もある[10]。
- ミンドゥウモ語（Minduumo; 別名: Mindoumou、Ndumu）: mokumu、opfumu[9]
- ルンブ語（Lumbu; 別名: Baloumbou）: mukumi[9]
- ングビ語（Ngubi; 別名: Ngowé）: mumi[9]
- ンゼビ語（Nzebi; 別名: Bandzabi、Njebi）: mungumi[9]
- 言語名不明: okoum[2]

コンゴ共和国:
- 言語名不明: n'kumi[1], combogala[2]

赤道ギニア:
- 言語名不明: okoumé[1], n'goumi[2]